# 国際助産師連盟
国際助産師連盟（こくさいじょさんしれんめい）は、1954年に設立された助産師の国際組織。

## 概要
1922年の第1回国際助産師学会において設立が決議され、1928年に国際助産師連合として発足した国際団体。
国を問わず、母親、乳児、家族へのケア向上させることを目的とし、助産師教育や啓発活動、助産師の国際倫理要綱作成などをおこなう。
各国の助産師協会等が会員となり、67の国と地域、81協会が所属している。
1990年には国際助産師の日の制定を果たした。

## 参考資料
- 日本看護協会